# Svenn Hans Jensen
Svenn (også Schwenn, Schwenn eller Sven) Hans Jensen (1. december 1795 i Kejtum på Sild - 6. marts 1855 i Tinnum på Sild) var en dansk sømand og jurist. 
Svenn Hans Jensen var far til forfatteren Wilhelm Jensen (1837-1911) og oldefar til digteren Hans Heyck. I en alder af blot ti år mistede han sin far, der var skibskaptajn og døde af gul feber i på den dansk-vestindiske ø Sankt Thomas. Det viste sig, at Svenn Hans Jensen var højt begavet, så han fik ud over den almindelige folkeskoleuddannelse undervisning på latin og græsk. Med 19 år stak han til søs og tog kort tid efter en sømandsuddannelse. Senere læste han matematik, fysik, historie, filologi, filosofi og retsvidenskab på universiteterne i Kiel, Bonn og Göttingen. Efter juridisk eksamen blev han ansat hos det Slesvig-Holstenske Kancelli i København, hvor han havde stor del i udarbejdelsen af ny toldlovgivning for hertugdømmerne. I 1834 blev han af kongen udnævnt til ny borgmester i Kiel i Holsten, han tiltrådte dog først 1837. 1832 blev Jensen justitsråd, 1835 etatsråd, og i 1836 blev han udnævnt til Ridder af Dannebrog. Af helsemæssige grunde flyttede han i 1844 tilbage til sin hjemø Sild, hvor han blev udnævnt til ny landfoged. Fire år senere i 1848 blev han valgt i oprørernes stænderforsamling i Kiel, hvor han blev minister for finanser, domæner, skov, postvæsenet, handel og skibsfart. Dog allerede efter et halvt år vendte han tilbage til Sild, hvor han døde den 3. marts 1855.